# Cephalosorus
Cephalosorus là một chi thực vật có hoa trong họ Cúc (Asteraceae).

## Loài
Chi Cephalosorus gồm các loài: